# Dịch tụy

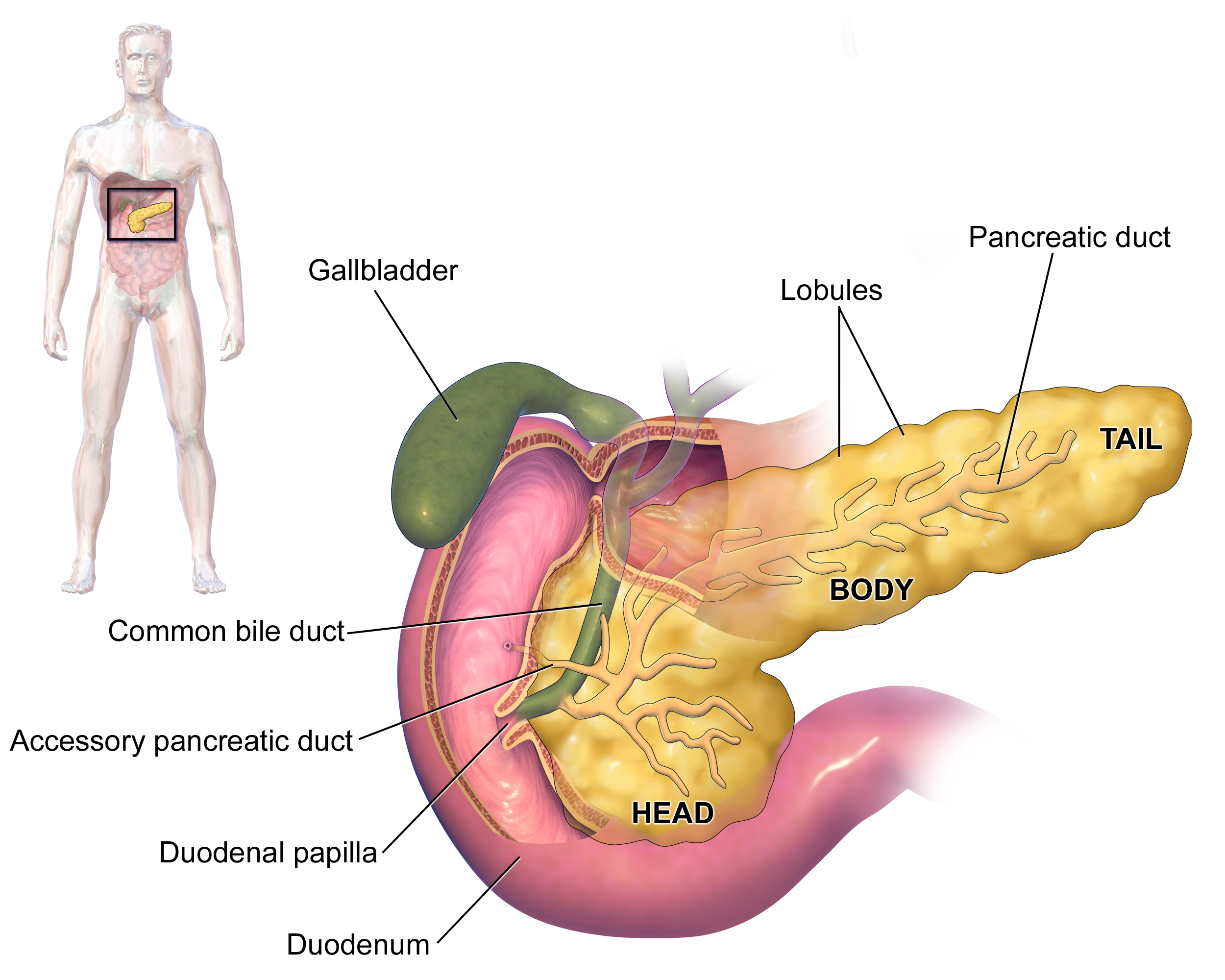
Tuyến tụy ở người

Dịch tụy là dịch lỏng được tiết ra bởi tuyến tụy  và chứa nhiều loại enzyme, bao gồm trypsinogen, chymotrypsinogen, elastase, carboxypeptidase, lipase tụy, nuclease và amylase. Tuyến tụy nằm là một phần chính của hệ tiêu hóa, chúng cần thiết cho quá trình tiêu hóa bình thường cũng như đồng hóa các chất dinh dưỡng cần thiết cho sự sống.
Dịch tụy có tính kiềm ở điều kiện bình thường do chứa các ion bicarbonate với nồng độ cao. Bicarbonate rất hữu ích trong việc trung hòa dịch vị có tính axit, cho phép thay đổi enzyme hiệu quả.

Tiết dịch tụy chủ yếu được điều tiết bởi các hormone là secretin và cholecystokinin, được sản xuất bởi các thành của tá tràng, và nhận kích thích trong "nội bộ" (tự trị). Việc giải phóng các hormone này vào máu được kích thích bởi sự xâm nhập của nhũ chấp có tính axit vào tá tràng.
Hoạt động phối hợp của các hormone nói trên làm cho tuyến tụy tiết một lượng lớn dịch tụy, có tính kiềm và giàu enzyme, vào tá tràng. Tuyến tụy cũng nhận được sự kích thích tự trị. Lưu lượng máu vào tuyến tụy được điều chỉnh bởi các sợi thần kinh giao cảm, trong khi các sợi thần kinh đối giao cảm kích thích hoạt động của các tế bào nang và tế bào trung tâm tuyến nang.
Dịch tụy là một dung dịch có chứa bicarbonate có nguồn gốc từ các tế bào ống và các enzyme có nguồn gốc từ các tế bào nang. Các bicarbonate hỗ trợ trong việc trung hòa độ pH axit của các hạt nhũ chấp đến từ dạ dày, trong khi các enzyme hỗ trợ trong sự phân giải của các protein, chất béo và carbohydrate để tiếp tục xử lý và hấp thu trong ruột.
Dịch tụy được tiết ra vào tá tràng qua các nhú hay núm tá tràng. Ở một số người cũng có ống dẫn phụ, được đặt tên là ống tụy phụ, có thể có chức năng (nghĩa là, nó cũng giúp tiết thành phần ngoại tiết của tụy vào tá tràng) hoặc không có chức năng.